# 76-я стрелковая дивизия (1-го формирования)
76-я стрелковая дивизия 1-го формирования (76 сд) — воинское соединение СССР, принимавшее участие в Великой Отечественной войне. Полное название — 76-я стрелковая Краснознамённая дивизия имени тов. Ворошилова.
Период вхождения в состав Действующей армии: 9 декабря 1941 года — 23 ноября 1942 года.

## История
Создана в декабре 1941 года путём переформирования из 76-й горнострелковой дивизии.
В мае 1942 года принимала участие в неудавшемся наступлении на Харьков. В ночь на 12 мая специально выделенные отряды форсировали Северский Донец и на его левом берегу захватила два небольших плацдарма, с которых главные силы дивизии утром начали атаку обороны противника. К исходу дня частям дивизии удалось на участке шириной 5 км вклиниться в расположение противника на глубину до 4 км.
23 ноября 1942 года за боевые заслуги была преобразована в 51-ю гвардейскую стрелковую дивизию.

## Состав
- 93-й стрелковый полк
- 207-й стрелковый полк
- 216-й Краснознамённый стрелковый полк (командир майор Малыгин Алексей Васильевич)
- 80-й артиллерийский полк (до 26.7.1942)
- 817-й артиллерийский полк (с 28.7.1942)
- 560-й гаубичный артиллерийский полк (до 30.4.1942)
- 100-й отдельный истребительно-противотанковый дивизион
- 404-й отдельный зенитный артиллерийский дивизион
- 528-й миномётный дивизион (с 12.4.1942 по 29.10.1942)
- 36-я разведывательная рота
- 95-й сапёрный батальон
- 230-й отдельный батальон связи
- 150-й медико-санитарный батальон
- 148-й автотранспортный батальон
- 232-й (133-й) полевой автохлебозавод
- 123-й дивизионный ветеринарный лазарет
- 206-я полевая почтовая станция
- 232-я полевая касса Госбанка[2]

## Подчинение

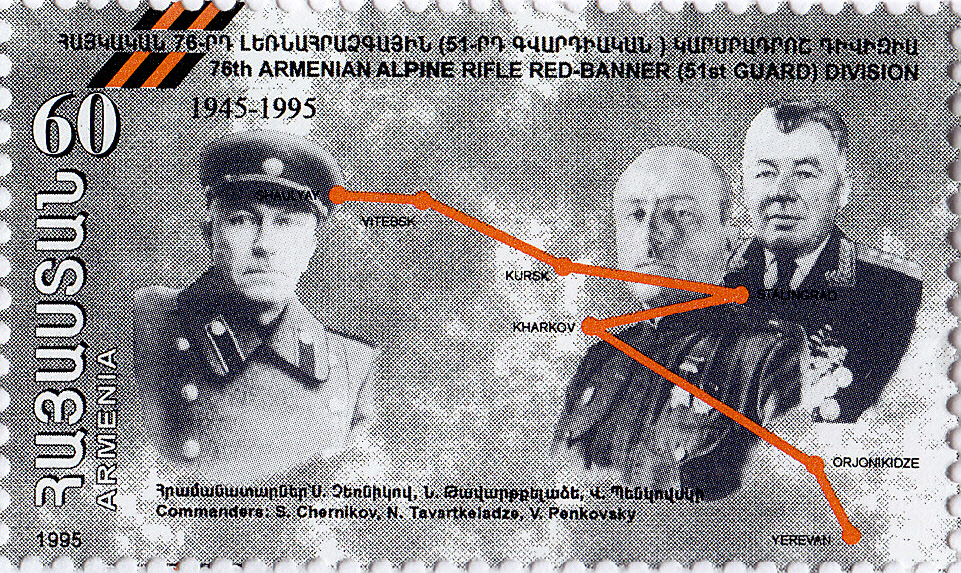
Командиры 76 сд и 51 гв. сд С.Черников, Н. Таварткиладзе и В.Пеньковский. Юбилейная марка (Армения).

| На дату    | Фронт                | Армия      | Корпус |
| ---------- | -------------------- | ---------- | ------ |
| 01.01.1942 | Юго-Западный фронт   | 38-я армия | -      |
| 01.02.1942 | Юго-Западный фронт   | 38-я армия | -      |
| 01.03.1942 | Юго-Западный фронт   | 21-я армия | -      |
| 01.04.1942 | Юго-Западный фронт   | 21-я армия | -      |
| 01.05.1942 | Юго-Западный фронт   | 21-я армия | -      |
| 01.06.1942 | Юго-Западный фронт   | 21-я армия | -      |
| 01.07.1942 | Юго-Западный фронт   | 21-я армия | -      |
| 01.08.1942 | Сталинградский фронт | 21-я армия | -      |
| 01.09.1942 | Сталинградский фронт | 21-я армия | -      |
| 01.10.1942 | Донской фронт        | 21-я армия | -      |
| 01.11.1942 | Юго-Западный фронт   | 21-я армия | -      |

## Командиры
- Воронин, Георгий Григорьевич (07.12.1941 — 16.05.1942), полковник.
- Пеньковский, Валентин Антонович (17.05.1942 — 02.08.1942), полковник.
- Шевченко, Борис Демидович (05.08.1942 — 14.08.1942), подполковник, врио командира дивизии.
- Таварткиладзе, Николай Тариелович (14.08.1942 — 23.11.1942), полковник.

## Отличившиеся воины
- Стемпковская, Елена Константиновна, младший сержант, радистка. Указ Президиума Верховного Совета СССР от 15 мая 1946 года (посмертно)